# RogueArt
RogueArt ist ein französisches Label für Jazz und Neue Improvisationsmusik.
Das Label RogueArt wurde Anfang der 2000er Jahre von Michel Dorbon gegründet; Dorbon hatte zuvor einige Jahre als Produzent für das kurzlebige Label Bleu Regard gearbeitet. Während seiner Arbeit bei Bleu Regard veröffentlichte er vier Platten: jeweils eine von den Saxophonisten Sabir Mateen, Rob Brown und Sonny Simmons und schließlich ein Trio mit dem Pianisten Matthew Shipp, dem Bassisten William Parker und Brown (Magnetism, 1999). Als Bleu Regard in Konkurs ging, gründete er RogueArt. Dank seiner Freundschaft mit Alexandre Pierrepont konnte Dorbon Kontakte zur Chicagoer Jazzszene knüpfen.
Erste Veröffentlichung war das Album Bindu der gleichnamigen Formation um Hamid Drake. Auf dem Label erschienen seitdem Aufnahmen des Art Ensemble of Chicago (The Sixth Decade: From Paris to Paris) sowie von Musikern wie Rob Brown, Connie Crothers, Scott Fields, Sylvain Kassap, Peter Kowald, Nicole Mitchell, Roscoe Mitchell/David Wessel, Joe Morris, Larry Ochs, Matthew Shipp, Michel Edelin, Tomas Fujiwara (The Air Is Different 2012), Myra Melford (For the Love of Fire and Water), Steve Swell oder Joëlle Léandre. Der Entwurf für das minimalistische Coverdesign stammt vom französischen Maler und Illustrator Max Schoendorff (1934–2012).
RogueArt hat eine lange und umfassende Beziehung zu Matthew Shipp aufgebaut und Dutzende seiner Aufnahmen in verschiedenen Kontexten und mit einer Reihe von Partnern veröffentlicht. Der Shipp-Katalog auf RogueArt ist recht umfangreich, so dass das Label 2023 eine Monographie von Clifford Allen, Singularity Codex: Matthew Shipp on RogueArt, veröffentlichte.